# 佐久間町相月
佐久間町相月（さくまちょうあいづき）は静岡県浜松市天竜区の大字。

## 地理
浜松市天竜区の西部、佐久間地区の北東部に位置する。東で水窪町山住、西で佐久間町奥領家、南で佐久間町大井、北で水窪町地頭方と接する。

### 河川
- 天竜川
- 水窪川

## 歴史

### 沿革
- 1889年（明治22年）4月1日 - 町村制の施行により、周智郡相月村が周辺の村と合併し、周智郡奥山村となる[WEB 6]。旧村名は奥山村の大字として残る[WEB 7]。
- 1896年（明治29年）4月1日 - 郡制の施行により、奥山村の所属郡が磐田郡に変更となる。
- 1903年（明治36年）12月1日 - 大字奥領家の一部と大字相月で城西村が新設される。
- 1956年（昭和31年）9月30日 – 城西村が周辺の町村と新設合併して佐久間町となる。
- 2005年（平成17年）7月1日 – 佐久間町外10市町村が浜松市に編入される。
- 2007年（平成19年）4月1日 - 浜松市が政令指定都市となる。佐久間町相月は天竜区の一部となる。

## 施設
- JR飯田線相月駅
- JR飯田線城西駅
- 曹洞宗 東林寺
- 諏訪神社

## 交通

### 鉄道
- JR飯田線：（豊橋 方面 - ）相月 - 城西（ - 飯田・辰野 方面）

### バス
- 浜松市自主運行バス北遠本線：（西鹿島駅 方面 - ）下日余 - 相月口 - 相月駅前 - 城西橋 - 切開 - 城西駅前 - 向皆外 - 城西本町（ - 水窪町 方面）
  - 水窪タクシーに委託
  - 年末年始は運休
- 浜松市佐久間ふれあいバス
  - 瀬戸・横吹方面線（月～木曜運行）
    - 横吹経由（月・水曜運行）：（歴史と民話の郷会館 方面 - ）横吹線入口 - 横吹線終点 - 横吹線入口 - 島（株）エヌエー前 - 切開線入口 - 切開線終点 - 切開線入口 - 城西駅前バス停 - 向皆外バス停 - 向皆外線終点 - 向皆外バス停（ - 城西ふれあいセンター 方面）
    - 相月駅前経由（火・木曜運行）：（歴史と民話の郷会館 方面 - ）下日余口バス停 - 相月口バス停 - 相月駅前バス停 - 島バス停 - 切開線入口 - 切開線終点 - 切開線入口 - 城西駅前バス停 - 向皆外バス停 - 向皆外線終点 - 向皆外バス停（ - 城西ふれあいセンター 方面）

  - 和泉・相月方面線（水・金曜運行）：（歴史と民話の郷会館 方面 - ）下日余守屋宅前 - 下日余伊藤九五宅前 - 下日余バス停 - 上日余藤澤宅前 - 上日余竹本宅前 - 小相月線終点 - 上日余竹本宅前 - 上日余藤澤宅前相月口バス停 - 相月駅前バス停 - 島（旧国道） - 切開線入口 - 城西駅前バス停 - 向皆外バス停（ - 城西ふれあいセンター 方面）
    - 水窪タクシーに委託
    - 水・木曜に横吹線終点・切開線終点・向皆外線終点の各停留所を利用する場合は事前予約が必要、小相月線終点を利用する場合は事前予約が必要、一部停留所で経由順などが異なる場合がある、祝日及び年末年始は運休

### 道路
- 国道152号

## その他

### 学区
小学校・中学校の学区は以下の通りである。
- 浜松市立佐久間小学校
- 浜松市立佐久間中学校

### 警察
警察の管轄区域は以下の通りである。
| 番・番地等 | 警察署     | 交番・駐在所     |
| ---------- | ---------- | ---------------- |
| 全域       | 天竜警察署 | 城西警察官駐在所 |

### 消防
消防の管轄区域は以下の通りである。
| 番・番地等 | 消防署     | 本署/出張所  |
| ---------- | ---------- | ------------ |
| 全域       | 天竜消防署 | 佐久間出張所 |

### WEB
1. ↑  “h02_22.csv”.   総務省 (2022年2月10日). 2024年12月5日閲覧。
2. ↑  “静岡県浜松市天竜区 (22137)｜国勢調査町丁・字等別境界データセット”.   人文学オープンデータ共同利用センター. 2024年12月5日閲覧。
3. ↑  “静岡県 浜松市天竜区 佐久間町相月の郵便番号 - 日本郵便”.   日本郵便. 2024年12月5日閲覧。
4. ↑  “市外局番の一覧”.   総務省 (2022年3月1日). 2024年12月5日閲覧。
5. ↑  “事業所案内及び管轄地域（事務所3件、分室3件）”.   一般社団法人静岡県自動車会議所. 2024年12月5日閲覧。
6. ↑  “historyofcities.pdf”.   静岡県総務部合併推進室・財団法人静岡県市町村振興協会. 2024年12月5日閲覧。
7. ↑  “解説ページ”.   株式会社エア. 2024年12月5日閲覧。
8. ↑  “学校名から探す／浜松市”.   浜松市 (2024年1月1日). 2024年12月5日閲覧。
9. ↑  “城西駐在所｜静岡県警察”.   静岡県警察 (2023年1月11日). 2024年12月5日閲覧。
10. ↑  “消防署の町別管轄「さ」／浜松市”.   浜松市 (2024年3月21日). 2024年12月5日閲覧。